# 波兰人列表
波兰人按职业分类，可以从以下各列表中查询。
- 波兰君主列表
- 波兰总理列表
- 波兰艺术家列表（英语：List of Polish artists）
- 波兰演员列表（英语：List of Polish actors）
- 波兰作家列表（英语：List of Polish writers）
  - 波兰小说家列表（英语：List of Polish novelists）
- 波兰建筑家列表（英语：List of Polish architects）
- 波兰画家列表（英语：List of Polish painters）
- 波兰作曲家列表（英语：List of Polish composers）
- 波兰哲学家列表（英语：List of Polish philosophers）
- 波兰雕刻家列表（英语：List of Polish sculptors）
- 波兰电影导演列表（英语：List of Polish film directors）
- 波兰裔美国人列表（英语：List of Polish Americans）
- 波兰诺贝尔奖得主列表

|  | 本条目是人物相关列表索引。 |